# Betasuchus bredai
Il betasuco (Betasuchus bredai), il cui nome significa “coccodrillo beta”, è uno dei rari dinosauri scoperti nei Paesi Bassi, in terreni del Cretacico superiore. Tuttavia, il ritrovamento si riferisce soltanto a uno snello femore di dubbia identità: forse Betasuchus, lungo probabilmente 3,5 metri, era imparentato con gli ornitomimidi (o dinosauri struzzo), ma attualmente i paleontologi lo avvicinano più agli abelisauridi, strani dinosauri teropodi primitivi, diffusi soprattutto nei continenti meridionali. Se così fosse, Betasuchus sarebbe il rappresentante rinvenuto più a Nord dell'intero gruppo.